# アントニオ・トラショラス
アントニオ・トラショラス・セラーノ（Antonio Trashorras Serrano、1969年9月22日 - ）は、スペインの脚本家。

## 作品
- サイレント・ウェイ
- 拘禁　囚われし宿命の女
- デビルズ・バックボーン